# Roundhead
Roundheads («cabezas redondas» en español) o parlamentarios fueron aquellos ingleses que durante la guerra civil inglesa (1642-1651) apoyaron el bando y la postura que defendía el Parlamento de Inglaterra frente a la monarquía de la Casa de Estuardo.
Los parlamentarios fueron dirigidos en la guerra por Oliver Cromwell (en su campaña irlandesa), y los generales Thomas Fairfax y Henry Ireton y en el Parlamento por John Pym.

## Ideología y conflictos con la Corona
Los parlamentarios defendían la Carta Magna inglesa de 1215, que establecía a Inglaterra como Estado parlamentario, frente a la corriente del absolutismo francés de la Casa de Estuardo, procedente de Escocia y enlazada con la casa real de Francia.
Jacobo I y Carlos I de Inglaterra favorecieron a la nobleza y el clero, así como a los católicos, e intentaron imponer un régimen absolutista semejante al francés. Los parlamentarios, representados mayoritariamente en la Cámara de los Comunes del Parlamento viejo de Westminster, se opusieron a estas ideologías.
El Parlamento inglés financiaba a la corona mediante la aprobación de impuestos y créditos financieros. Durante su reinado, las relaciones del rey Carlos I con el parlamento fueron progresivamente deteriorándose. El rey y su principal valido, lord Buckingham, optaron por evitar la convocatoria parlamentaria en la medida de lo posible para cobrar sus propios impuestos. Por ejemplo, se aplicó con carácter general un antiguo impuesto feudal que gravaba los barcos en función de su tonelaje y que sólo se había exigido de manera puntual. El Parlamento se negó a reconocer como legítimos estos impuestos monárquicos que fueron uno de los desencadenantes de la Guerra Civil, dando un nuevo auge a los parlamentarios en las ciudades y en el sur de Inglaterra.[cita requerida]
Más tarde, y ya durante el reinado de Carlos II, los parlamentarios se dividieron en el partido Tory (conservador) y el Whig (liberal).